# Бидже, Мухаммад
Мухаммад Бидже (перс. محمد بيجه‎; 7 февраля 1982, Пакдашт, Тегеран — 16 марта 2005, Пакдашт, Тегеран) — иранский серийный убийца, признанный виновным в изнасиловании и убийстве 16 мальчиков в возрасте от 8 до 15 лет, а также двух взрослых с марта по сентябрь 2004 года. В общей сложности мог быть причастен к 54 убийствам. Приговорён к 100 ударам плетью с последующей казнью. Убийство детей в окрестностях Тегерана было признано крупнейшим уголовным делом в Иране за последний 71 год. Казнён по приговору суда.

## Биография
Мухаммад Басаджи, позднее сменивший фамилию на Бидже, родился 7 февраля 1982 года в городе Кучан (провинция Хорасан-Резави, Иран). Он был одним из 7 детей местного торговца. Мать Мухаммада умерла от рака, когда ему было всего 4 года, через некоторое время его отец женился вновь на вдове, у которой было 6 детей от предыдущего брака. Бидже ничего не помнил о своей родной матери, но позже на суде говорил, что его отец был очень деспотичным человеком, который жестоко наказывал будущего убийцу за малейшие провинности. Однажды, по словам Бидже, отец в приступе гнева едва не забил его до смерти деревянной палкой.
В школе Бидже учился хорошо, и, по собственным словам, ему нравилось читать книги и учить произведения наизусть. Когда будущему убийце было 11 лет, его семья переехала в Хатунабад, где он бросил школу под давлением отца, который хотел, чтобы Мухаммад помогал ему на работе, и начал работать вместе с ним в пекарне. В то же самое время Бидже подвергся сексуальному насилию со стороны двух разных работников пекарни, что оказало на его психику серьёзное влияние и озлобило будущего убийцу по отношению к обществу в целом и людям в частности. По собственным словам, он желал отомстить обществу за своё тяжелое детство, заявив, в частности, на суде, что страдал с самого детства, и когда сравнил своё детство с детством других людей, то захотел причинить другим людям страдания.
С марта по сентябрь 2004 года Бидже, перемещаясь по Ирану, изнасиловал и убил 16 мальчиков в возрасте от 8 до 15 лет, а также двух взрослых. Дети преимущественно были выходцами из неблагополучных семей или же из семей афганских беженцев, которые, находясь в стране на нелегальном положении, боялись депортации на охваченную гражданской войной родину и не шли в правоохранительные органы писать заявления о пропаже своих детей. По этой причине иранская полиция считает, что Бидже начал убивать раньше периода, приписываемого ему, а количество его жертв может быть значительно более 20. У преступника также был сообщник — Али Багхи (по другим данным, Баджи), который не принимал участие в изнасилованиях и убийствах, однако помогал маньяку скрывать следы его преступлений.

## Арест и суд
Мухаммад Бидже был арестован 24 сентября 2004 года по обвинению в похищениях, убийствах и изнасилованиях детей по всей территории Ирана. В октябре был также арестован и его сообщник Али Баджи. Маньяк сразу же сознался во всех преступлениях. Бидже на суде пытался вызвать сочувствие к себе, рассказывая о тяжёлом детстве и несправедливости жизни к нему. Сам же убийца ни в чём не раскаивался и заявлял, что если бы его не арестовали, убил бы 100 детей. Убийцу и его сообщника судили в Тегеране.
27 ноября 2004 года, суд под предводительством Мансура Яварзаде Йеганеха, признал Мухаммада Бидже виновным в совершении 18 убийств и приговорил к 100 ударам плетью и последующему повешению. В своём последнем слове на суде Бидже заявил, что не заслуживает быть приговорённым к смертной казни. Его сообщника Али Баджи на том же суде признали виновным в пособничестве сокрытию следов преступления и приговорили к 15 годам лишения свободы. Кроме того, местные власти в Пакдеште арестовали 16 сотрудников правоохранительных органов, в том числе двух следователей и прокурора, за проявленную при расследовании пропажи детей, родители которых всё же обратились в правоохранительные органы, служебную халатность.
Мухаммад Бидже был публично казнён в 10 часов утра 16 марта 2005 года на главной площади Пакдешта в присутствии, по разным данным, от 3000 до 5000 человек. Сначала его раздели, пристегнули наручниками к столбу и нанесли 100 ударов плетью, во время которых, по словам очевидцев, он несколько раз падал на землю, но тем не менее не проронил ни слезы. Прежде чем стрела крана подняла верёвку с петлей, шестнадцатилетний брат одной из жертв смог пробиться к Бидже через оцепление офицеров полиции и ударил его ножом в спину. Взбешённая толпа попыталась совершить самосуд, но полиция не стала нарушать порядок проведения казни, позволив лишь матери одной из жертв надеть синюю нейлоновую верёвку на шею убийцы, после чего он был повешен.
В течение следующих 20 минут, пока тело Мухаммада Бидже висело на поднятой стреле строительного автокрана, толпа молилась и плакала. Народный гнев был настолько велик, что после того, как тело спустили на землю, его тут же уже посмертно забросали камнями, а затем бросились за машиной скорой помощи, которая увозила тело.
Ни один из родственников и членов семьи убийцы не посетил ни судебный процесс, ни саму казнь. Тело было похоронено иранскими властями в неизвестном месте.

## Список предполагаемых жертв
| Имя                   | Возраст | Дата убийства |
| --------------------- | ------- | --- |
| Ахмадреза Ходири      | 11      | 14 марта 2003 |
| Мухаммад Джафари      | 13      | 24 марта 2003 |
| Сеидджавад Хоссейни   | 9       | 2 мая 2003 |
| Голам Хоссейн         | 40 - 45 | Май 2003 |
| Мухаммад Реза Барбари | 15      | Май 2003 |
| Масуд Шидак           | 7       | 20 мая 2003 |
| Милад Тахани          | 12      | 16 августа 2003 |
| Саджад Сетоуде        | 11      | 27 августа 2003 |
| Мухаммад Кадими       | 9       | 15 сентября 2003 |
| Хамид Джафари         | 12      | 11 ноября 2003 |
| Нематулла Шамси       | 12      | 3 декабря 2003 |
| Юнес Мелаки           | 12      | 24 декабря 2003 |
| Неизвестная женщина   | 45      | около 16 января 2004 |
| Вахид Амани           | 10      | около 23 января 2004 |
| Аяз Эскандерзаде      | 46      | около 9 февраля 2004 |
| Эхсан Заре            | 12      | 18 февраля 2004 |
| Киван Хосрави         | 11      | Неизвестно |
| Ахмад Азими           | 9       | Неизвестно |
| Милад Аманпур         | 9       | Неизвестно (убит в один день с Киваном Хосрави и Ахмадом Азими. Дети играли вместе, когда мимо них проходил Бидже. Он насильно затащил их в развалины вдалеке от жилого района, где и лишил их жизни.) |

Далее наступает период затишья из-за 72-дневного задержания Бидже. После окончания этого срока убийства возобновятся.
| Имя                                  | Возраст    | Дата убийства |
| ------------------------------------ | ---------- | --- |
| Баги Нури                            | 8          | 27 августа 2004 |
| Неизвестный                          | Неизвестен | 31 августа 2004 |
| Неизвестный                          | Неизвестен | Сентябрь 2004 (Пережил нападение убийцы. Во время суда и казни находился в коме, скончался не приходя в сознание. О нем нет никакой информации) |
| Неизвестный рабочий                  | Неизвестен | Сентябрь 2004 (предположительно) |
| Мохсен Хосроубади                    | Неизвестен | Сентябрь 2004. Удалось сбежать после полученного удара по голове                                                                                |
| Немат Джафари (предположительно)     | Неизвестен | Сентябрь 2004 (предположительно) |
| Мухаммад Голямани (предположительно) | Неизвестен | Сентябрь 2004 (предположительно) |
| Али Назар (предположительно)         | Неизвестен | Сентябрь 2004 (предположительно) |